# Savukoski
Savukoski (inarijskou sámštinou Suovâkuoškâ, severosámsky Suovvaguoika) je obec ve provincie Lappi ve Finsku. Počet obyvatel v roce 2003 činil 1 385 osob. Při rozloze 6 470,65 km² (z toho 49,27 km² vodních ploch) je hustota zalidnění 0,2 obyvatel na km².
Savukoski je jedna z nejrozlehlejších a zároveň nejřidčeji osídlených obcí Finska. Územím obce protéká řeka Kemijoki. Nejčastějším zdrojem obživy je práce v lesnictví a chov sobů, kterých je v obci desetkrát více než lidí. Vzrůstá i turismus, převážně díky Národnímu parku Urho Kekkonena, jež se nachází na území Savukoski.

## Různé
Na území Savukoski na/v hoře Korvatunturi údajně žije Santa Claus (Joulupukki). Korvatunturi lze do češtiny přeložit jako Ucho (korva = ucho, tunturi = hora). Finským dětem se říká, že z Korvatunturi Santa Claus/Joulupukki slyší vše, co děti říkají, a také může zjistit, jestli jsou hodné, a zaslouží si dostat na Vánoce dárky.

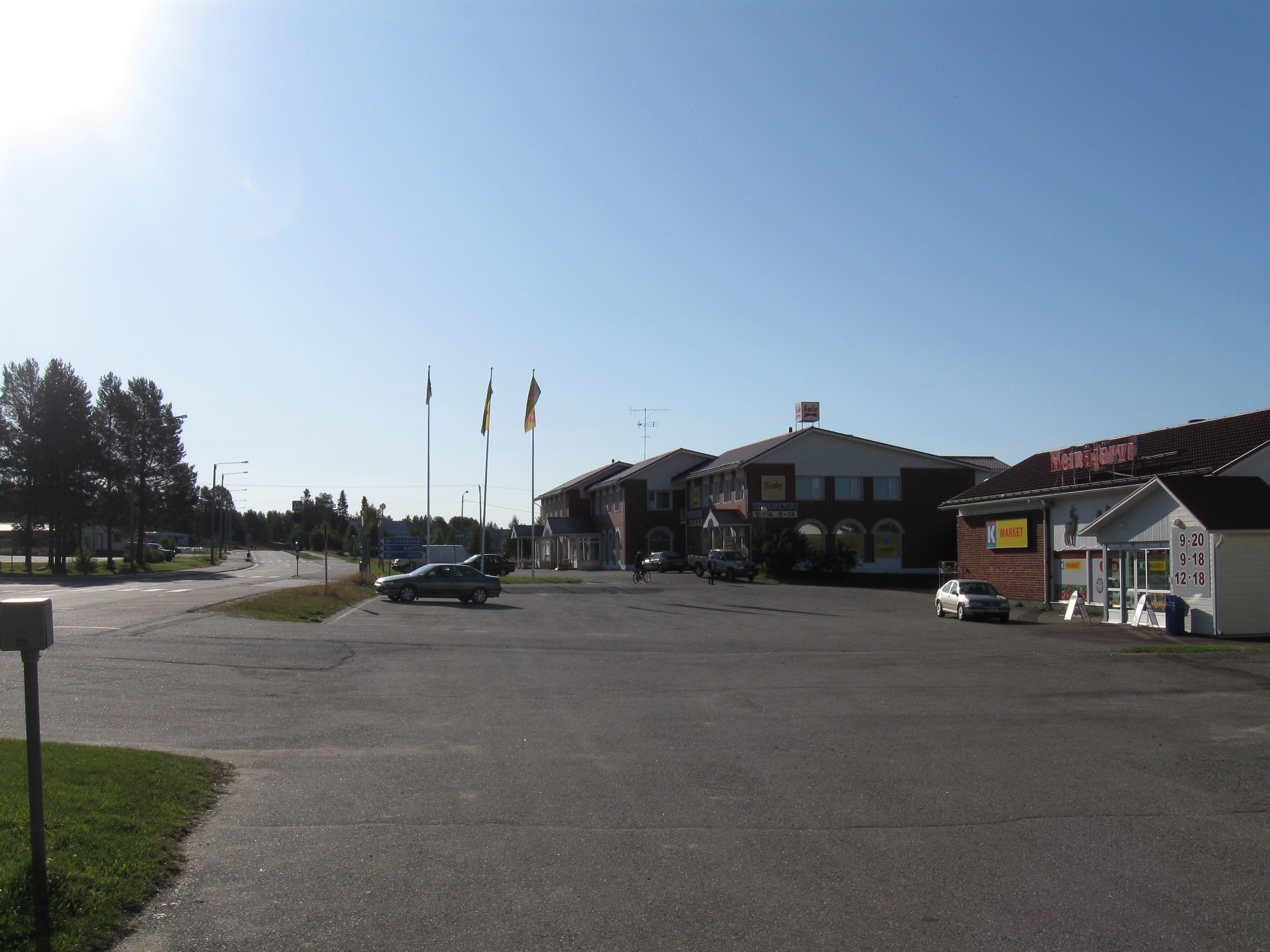
Centrum obce Savukoski